# 汪东进
汪东进（1962年7月—），江苏姜堰人，毕业于华东石油学院开发系石油钻井专业，南京理工大学管理学硕士研究生，教授级高级工程师。并在职参加了美国休斯顿大学EMBA和石油大学（北京）工程管理专业博士研究生课程的学习。

## 生平
- 1982年7月至1997年8月在江苏油田工作；
- 1994年8月至1995年7月任采油一厂党委书记；
- 1995年8月至1997年8月任江苏油田副局长；
- 1997年9月至2002年9月担任中国石油天然气勘探开发公司副总经理，期间于1997年9月至2000年11月兼任苏丹大尼罗石油作业公司总经理、中油国际（尼罗）有限责任公司总经理职务，于2000年12月至2002年9月在哈萨克斯坦兼任中油阿克纠宾油气股份公司总经理、中油国际（哈萨克斯坦）有限责任公司总经理职务；
- 2002年10月起担任中国石油天然气勘探开发公司总经理兼党委副书记；
- 2004年1月任中国石油天然气集团公司总经理助理兼中国石油天然气勘探开发公司副董事长、总经理、党委副书记；
- 2004年4月任中国石油天然气集团公司总经理助理兼中国石油天然气勘探开发公司副董事长、总经理、党委书记；
- 2008年9月任中国石油天然气集团公司副总经理、党组成员[1]。
- 2011年11月，任中国石油天然气集团公司董事。
- 2013年7月28日，任中国石油天然气股份有限公司总裁[2][3]。

### 中海油
2018年10月，任中国海洋石油集团有限公司总经理。
2019年10月，任中国海洋石油集团有限公司董事长、党组书记。
2019年11月，兼任中国海洋石油有限公司董事长。
2025年4月，卸任中国海洋石油有限公司董事长